# Crillon-le-Brave
Pour les articles homonymes, voir Crillon.
Crillon-le-Brave [kʁijɔ̃ lə bʁav] est une commune française située dans le département de Vaucluse, en région Provence-Alpes-Côte d'Azur.
Ses habitants sont appelés les Crillionais.

## Géographie
Commune située à 12 km de Carpentras et à 35 km d'Avignon, proche du mont Ventoux, flanc sud.
| Caromb | Malaucène               |        |
| Modène | Crillon-le-Brave        | Bédoin |
|        | Saint-Pierre-de-Vassols |        |

### Rattachements géographiques
Crillon le Brave appartenait avant la Révolution au Comtat Venaissin, un des états pontificaux, rattaché au royaume de France en 1791.
Le village est situé au nord-ouest de Mormoiron, son ancien chef-lieu de canton.
Le canton de Mormoiron est englobé depuis 2015 dans le canton de Pernes les Fontaines, dans l'arrondissement de Carpentras.

### Relief
Dominant la vallée de la Mède, Crillon est un village perché sur un des contreforts ouest du massif du mont Ventoux.

### Géologie

Crillon, une des communes du piémont du mont Ventoux.

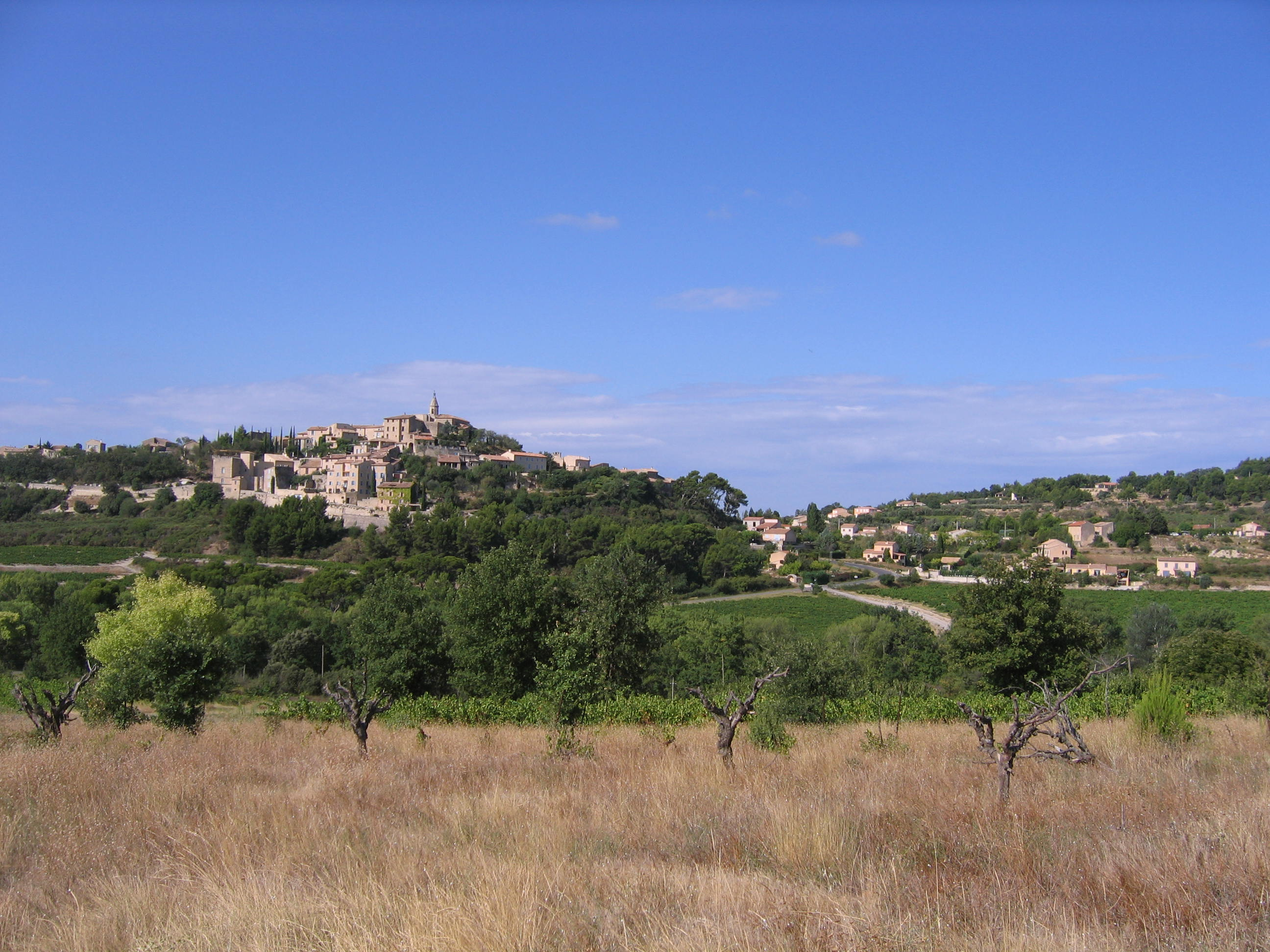
Perché sur sa butte, le village dominant la vallée de la Mède.

Le terroir de la commune est en grande partie sur le piémont du Ventoux. C'est une zone calcaire détritique formée par l'érosion sur la partie médiane de la commune et par gélifraction sur sa partie haute. La partie basse est occupée par des alluvions quaternaires (limons argileux et galets roulés) déposées par la Mède.

### Sismicité
Les cantons de Bonnieux, Apt, Cadenet, Cavaillon, et Pertuis sont classés en zone Ib (risque faible). Tous les autres cantons du département de Vaucluse sont classés en zone Ia (risque très faible). Ce zonage correspond à une sismicité ne se traduisant qu'exceptionnellement par la destruction de bâtiments.
La commune est située dans une zone de sismicité modérée.

### Hydrographie et eaux souterraines
Cours d'eau sur la commune ou à son aval :
- la commune est arrosée par la Mède qui reçoit sur son territoire le Merdayé[1] ;
- ruisseaux le retoir, le merdayé, des espérelles ;
- torrent de pié blanc.

Crillon-le-Brave dispose de la station d'épuration Saint-Pierre de Vassols - Crillon d'une capacité de 800 équivalent-habitants.

### Climat
Pour des articles plus généraux, voir Climat de Provence-Alpes-Côte d'Azur et Climat de Vaucluse.
En 2010, le climat de la commune est de type climat méditerranéen franc, selon une étude du Centre national de la recherche scientifique s'appuyant sur une série de données couvrant la période 1971-2000. En 2020, Météo-France publie une typologie des climats de la France métropolitaine dans laquelle la commune est dans une zone de transition entre le climat de montagne et le climat méditerranéen et est dans la région climatique  Provence, Languedoc-Roussillon, caractérisée par une pluviométrie faible en été, un très bon ensoleillement (2 600 h/an), un été chaud (21,5 °C), un air très sec en été, sec en toutes saisons, des vents forts (fréquence de 40 à 50 % de vents > 5 m/s) et peu de brouillards. 
Pour la période 1971-2000, la température annuelle moyenne est de 13,3 °C, avec une amplitude thermique annuelle de 16,8 °C. Le cumul annuel moyen de précipitations est de 756 mm, avec 6,1 jours de précipitations en janvier et 3,3 jours en juillet. Pour la période 1991-2020, la température moyenne annuelle observée sur la station météorologique de Météo-France la plus proche, « Beaumont-Mt Serein », sur la commune de Beaumont-du-Ventoux à 7 km à vol d'oiseau, est de 7,0 °C et le cumul annuel moyen de précipitations est de 1 317,0 mm. 
La température maximale relevée sur cette station est de 33,4 °C, atteinte le 28 juin 2019 ; la température minimale est de −18 °C, atteinte le 5 février 2012,,. 
Les paramètres climatiques de la commune ont été estimés pour le milieu du siècle (2041-2070) selon différents scénarios d'émission de gaz à effet de serre à partir des nouvelles projections climatiques de référence DRIAS-2020. Ils sont consultables sur un site dédié publié par Météo-France en novembre 2022.

#### Le mistral
Dans cette commune qui produit des ventoux (AOC), aucun vigneron ne se plaint du mistral, même violent, car celui-ci a des avantages bénéfiques pour le vignoble. Appelé le « mango-fango », le mangeur de boue, il élimine toute humidité superflue après les orages, dégage le ciel et lui donne sa luminosité, préserve les vignes de nombre de maladies cryptogamiques et les débarrasse d'insectes parasites.

## Urbanisme

### Typologie
Au 1er janvier 2024, Crillon-le-Brave est catégorisée commune rurale à habitat dispersé, selon la nouvelle grille communale de densité à sept niveaux définie par l'Insee en 2022.
Elle est située hors unité urbaine. Par ailleurs la commune fait partie de l'aire d'attraction de Carpentras, dont elle est une commune de la couronne,. Cette aire, qui regroupe 21 communes, est catégorisée dans les aires de 50 000 à moins de 200 000 habitants,.

### Occupation des sols
L'occupation des sols de la commune, telle qu'elle ressort de la base de données européenne d’occupation biophysique des sols Corine Land Cover (CLC), est marquée par l'importance des territoires agricoles (71,4 % en 2018), en diminution par rapport à 1990 (77,1 %).
La répartition détaillée en 2018 est la suivante :
- zones agricoles hétérogènes (44,2 %),
- cultures permanentes (27,1 %),
- milieux à végétation arbustive et/ou herbacée (13 %), forêts (7,3 %),
- zones urbanisées (5,4 %),
- mines, décharges et chantiers (2,9 %)[19].

L'évolution de l’occupation des sols de la commune et de ses infrastructures peut être observée sur les différentes représentations cartographiques du territoire :
- la carte de Cassini (XVIIIe siècle),
- la carte d'état-major (1820-1866)
- et les cartes ou photos aériennes de l'IGN pour la période actuelle (1950 à aujourd'hui)[Carte 1].

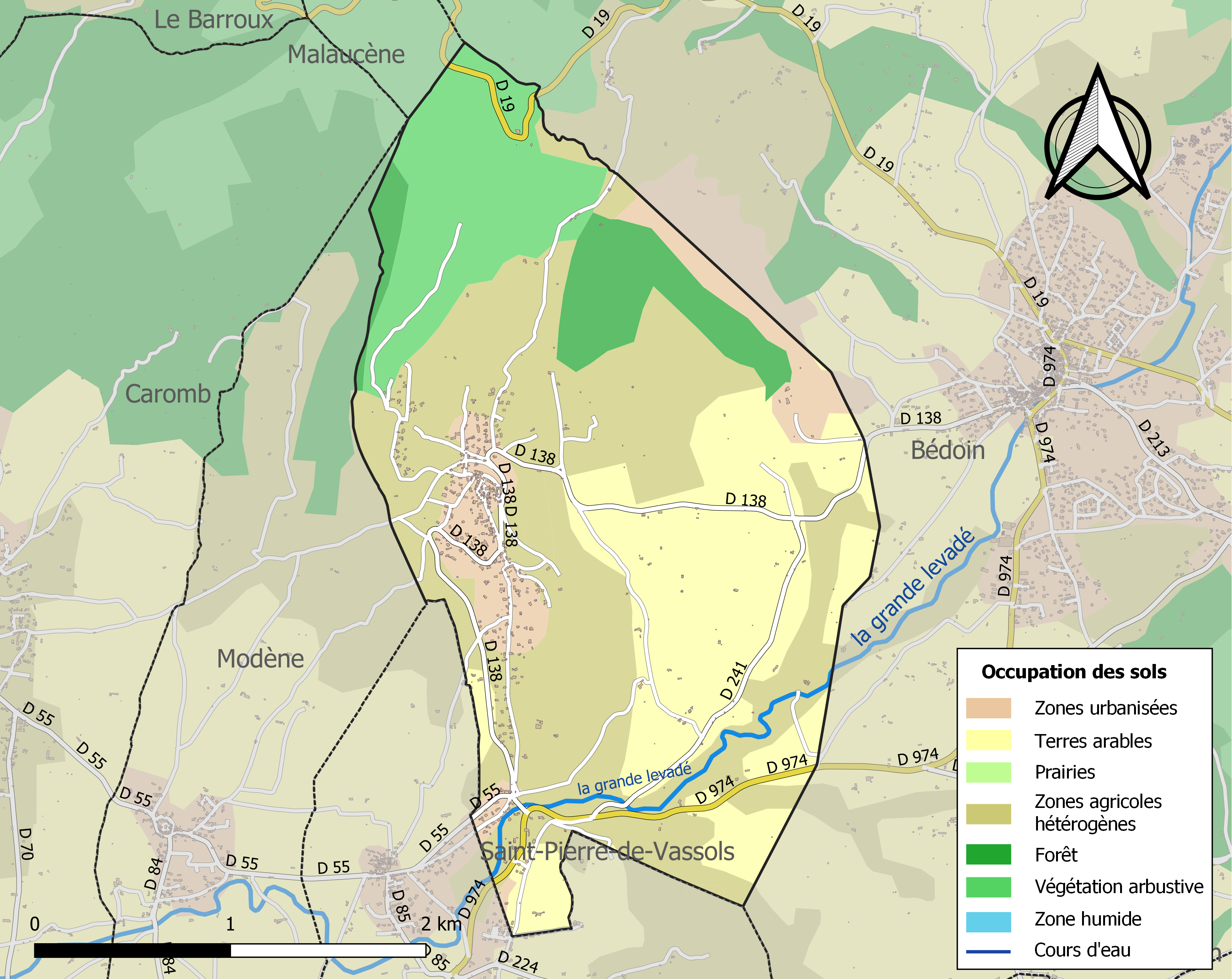
Carte des infrastructures et de l'occupation des sols de la commune en 2018 (CLC).

## Toponymie
Sa mention la plus ancienne remonte, avec R. de Crillone à 1157. Sont attestés ensuite C. de Crillone (1317) puis Credullio (1319).
Comme souvent en Provence, il s'agit d'un nom d'origine gallo-romaine, sans doute dérivé de celui d'un colon romain à qui appartenait ce domaine. Le nom latin de Crillon-le-Brave est Credullio ou Crillonium.

## Histoire

### Préhistoire et antiquité
Des fouilles ont montré que l'emplacement du village était occupé dès le néolithique. Elles ont permis de recueillir des grattoirs et des perçoirs au quartier des Espelettes, et de l'outillage lithique sur les sites de Camas et de Sous-les-Roques. Il est également attesté que l'endroit fut habité à l'époque romaine. Aux Carrières des amphores, des poteries et des dolia ont été exhumés ainsi qu'un autel à Jupiter et un cippe. Sur le site de l'Auberte, ce sont les restes d'un four de potier qui ont été mis au jour et il a été daté du IIIe siècle.

### Moyen Âge
La plus ancienne mention du nom du village remonte au XIIe siècle, époque à laquelle ce fief fut placé sous la suzeraineté des comtes de Toulouse. Le premier seigneur connu qui rendit hommage fut Guillaume de Raymond. Sa descendante, Alafacie, en se mariant à Pons Astouaud III, au XIVe siècle, fit passer ce fief dans cette famille. L'église, placée sous le vocable de Saint-Romain, était alors unie à celle de Saint-Jean-de-Vassols, tènement appartenant aux moines de l'abbaye de Montmajour qui avait édifié là un monastère. Les ruines de celui-ci autour duquel ont été retrouvés des vestiges d'habitations seraient la preuve de l'implantation primitive d'une première agglomération qui fut ensuite supplantée par Crillon.
Lors de la papauté d'Avignon, ce fief appartint à la Révérende Chambre Apostolique - le ministère des finances des papes - puisque Jean de Crillon lui en rendit hommage. Au début XVe siècle, en 1408, au cours des guerres consécutives au grand schisme d'Occident, le capitaine Tailulo s'empara de Crillon tenu par les troupes pontificales de Benoît XIII.

### Renaissance
Durant les guerres de religion, en 1563, le village fut pris par les calvinistes.
Le fief de Crillon, qui appartenait aux Astouaud, seigneurs de Mazan, fut vendu par François à son beau-frère, Gilles des Balbes de Berton, le 22 mars 1557. Son fils Louis, chevalier surnommé le Brave Crillon, fut à l'origine du qualificatif actuel de la commune.

### Période moderne
Au début du XVIIIe siècle, en 1722, la peste décima une grande partie de la population.
Erigée au XVIIe siècle en baronnie, puis en marquisat, Crillon devient en 1725 le siège d'un duché, en faveur de François Félix de Berton des Balbes, par lettres du pape Benoît XIII.
Le 12 août 1793 est créé le département de Vaucluse, constitué des districts d'Avignon et de Carpentras, mais aussi de ceux d'Apt et d'Orange, qui appartenaient aux Bouches-du-Rhône, ainsi que du canton de Sault, qui appartenait aux Basses-Alpes.
En 1794, le village fut rebaptisé Roc Libre en raison de sa situation géographique (perché sur un rocher).

### Période contemporaine
La commune a subi un important exode rural dans la première moitié du XXe siècle. Comptant 642 habitants en 1880, elle était largement passée sous la centaine d'habitants dans les années 1950. Sa population remonte aujourd'hui grâce au tourisme.
En 1900, pour la première fois apparait l’appellation côtes-du-ventoux. Ce baptême a lieu pour un repas de noce. Sur le menu est calligraphié vins des Côtes du Ventoux et des Crans. Ces vins sont tous millésimés et datés de 1870, 1890 et 1895, soit des vins vieux de 5 à 30 ans. C'est à partir de 1939 que les vignerons du secteur constituent un syndicat des vins du Ventoux. Grâce à leur action, leurs vins sont classés en Vin Délimité de Qualité Supérieure (VDQS) dès 1953 puis accèdent enfin à l’AOC le 27 juillet 1973.

## Lieux et monuments

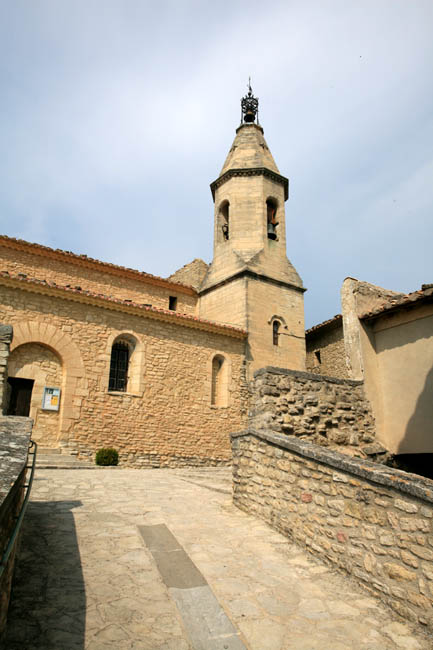
Chemin de l'Église.
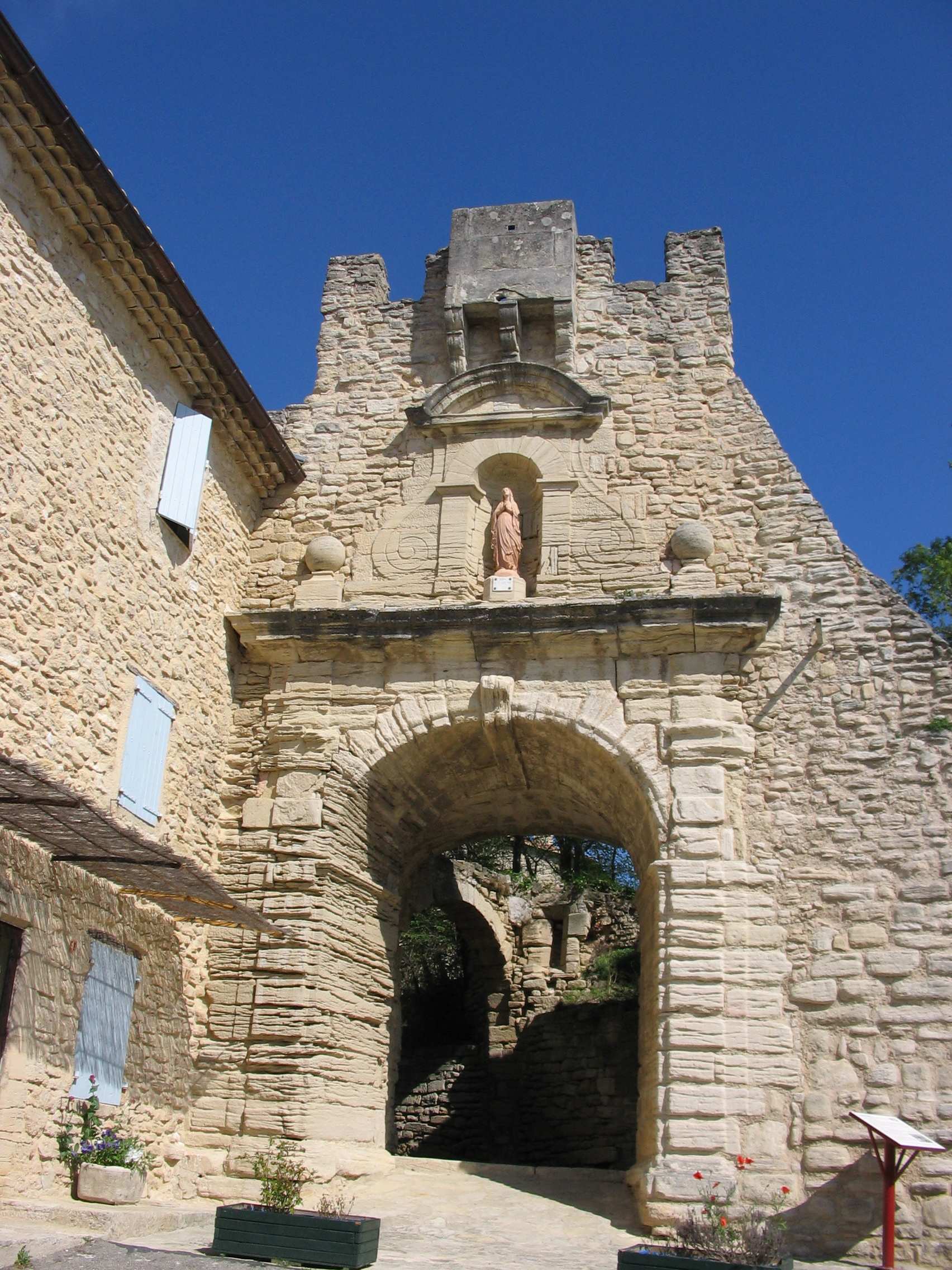
Porte dans les remparts du XVIe siècle[2].
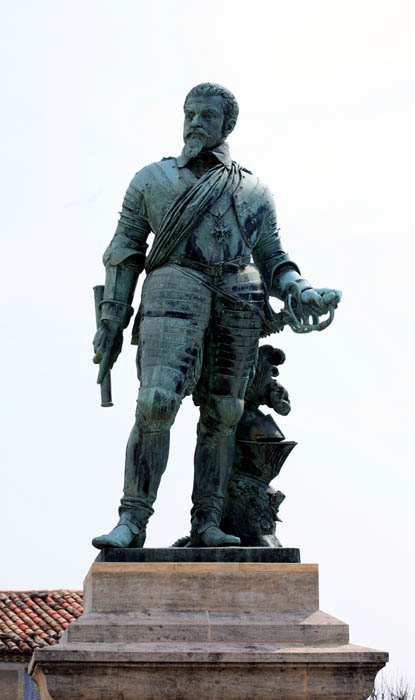
Statue du Brave Crillon sur la place de la Mairie[23].

- La chapelle Saint-Michel, datée du XIIe siècle[24], possède encore des vestiges de fresques datables entre le XIIe siècle et le XIVe siècle. Malheureusement très dégradées, elles laissent entrevoir un christ, des anges, un bœuf, un lion, la Cène et saint Michel[20],[25].
- Le château : on en sait peu de choses. Ses deux tours datent probablement du XVe siècle. Le corps de bâtiment semble avoir été reconstruit au XIXe siècle. Particularité rare, il n'entoure pas le village, mais se trouve en contrebas de celui-ci. Il a été vendu dans les années 1990, restauré et transformé en hôtel[2],[26].
- L'église paroissiale Saint-Romain[27] : son architecture est de style roman. Elle comporte notamment une nef de quatre travées. À l'intérieur se trouve un retable en bois du Bernus ainsi que l'épitaphe au Brave Crillon : « Henri IV l'aima, les pauvres le pleurèrent »[2].
- La chapelle Notre-Dame-des-Accès[28] : elle fut élevée en 1721 en l'honneur de saint Roch. Son faîte soutient un clocher-arcade à croix (symbole) de fer forgé.
- La statue du Brave Crillon : sculptée par Louis Veray, elle fut d'abord placée sur la place de l'Horloge à Avignon, puis devant le palais des Papes (1891). Confisquée par les troupes allemandes en 1942, elle fut retrouvée par miracle au lendemain de la guerre et replacée au même endroit. À nouveau démontée pour cause de travaux, elle achève ses aventures sur la place principale de Crillon, où elle semble cette fois devoir rester.
- Tête de pierre sculptée posée sur un mur.
- Le monument aux morts, sépulture[29].

### La chapelle Notre-Dame des Accès

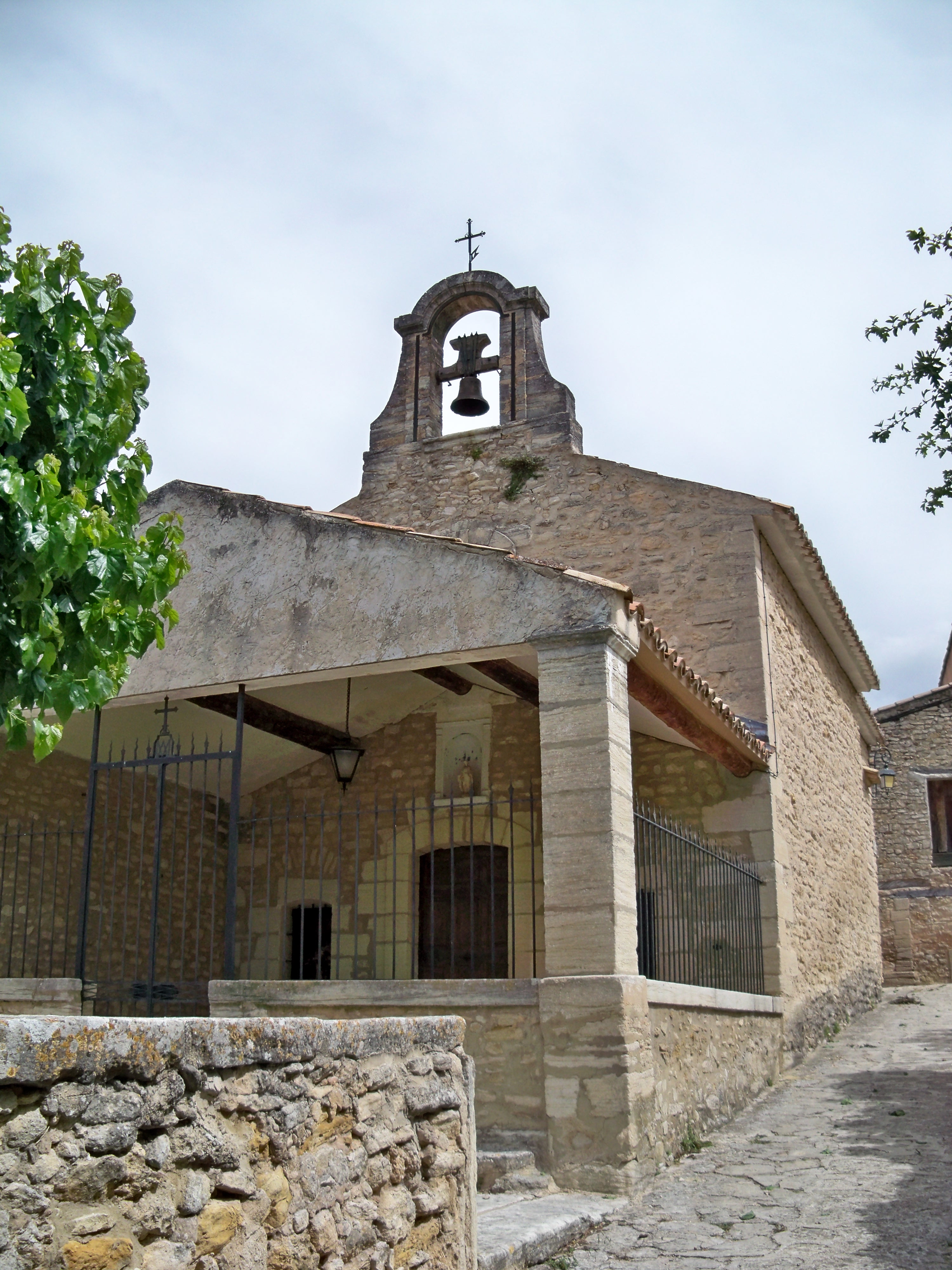
Chapelle Notre-Dame-des-Accès.

#### Histoire
La chapelle du village est élevée à partir de 1721 sur un terrain donné par l'un des habitants, Antoine Gigoy. Elle est alors dédiée à saint Roch, invoqué traditionnellement contre la peste. En effet, en 1720, la peste sévit à Marseille et se répand irrémédiablement à travers toute la Provence. Dès le 6 août 1721, les vice-légats gouvernant le Comtat Venaissin prennent des mesures de prévention. Les habitants du Comtat doivent monter la garde et élever un mur entre la Durance et le Ventoux pour barrer la route à l'épidémie. Malgré tout, elle gagne rapidement du terrain et à la fin de l'été 1722, le village de Crillon est touché à son tour.

#### Le vœu de 1818
En 1818, une épidémie de fièvre maligne fait des ravages dans le village. Pour en être délivrés, les habitants font le vœu de fêter solennellement la Vierge chaque 8 septembre et réciter durant cette période une neuvaine de prière. En 1846 survient de nouveau une maladie épidémique. Le village renouvelle son vœu et la dédicace de la chapelle se transforme en celle de Notre-Dame-des-Abcès, le mot « Abcès » s'étant lui-même par la suite transformé en « Accès ». Aujourd'hui encore, cette tradition se maintient chaque 8 septembre.

#### Architecture et intérieur
L'édifice, très simple, se compose d'une nef. La porte, au-dessus de laquelle est placée une statue de la Vierge, est encadrée par deux fenêtres. Le faîte est surmonté d'un clocher-arcade. Restaurée en 1818, la chapelle est complétée d'un auvent en 1846. À l'intérieur sont exposés de nombreux ex-voto, dont un tableau rappelant l'épidémie de 1818 : la partie ouest du village y est représentée avec la chapelle et la porte Gérin. À l'est de Notre-Dame-des-Accès se trouvait le cimetière qui, vers la fin du XVIIIe siècle, remplaça celui qui entourait l'église paroissiale. Il est désaffecté en 1870 lorsque est ouvert le cimetière actuel.

## Héraldique
| Crillon-le-Brave | Les armes peuvent se blasonner ainsi : D'or aux cinq cotices d'azur, au dextrochère armé de gueules empoignant une dague du même, brochant sur le tout., |  |

## Politique et administration

### Budget et fiscalité 2017
En 2017, le budget de la commune était constitué ainsi :
- total des produits de fonctionnement : 436 000 €, soit 890 € par habitant ;
- total des charges de fonctionnement : 307 000 €, soit 626 € par habitant ;
- total des ressources d'investissement : 437 000 €, soit 891 € par habitant ;
- total des emplois d'investissement : 285 000 €, soit 583 € par habitant ;
- endettement : 1 034 000 €, soit 2 110 € par habitant.

Avec les taux de fiscalité suivants :
- taxe d'habitation : 6,60 % ;
- taxe foncière sur les propriétés bâties : 9,10 % ;
- taxe foncière sur les propriétés non bâties : 32,00 % ;
- taxe additionnelle à la taxe foncière sur les propriétés non bâties : 0,00 % ;
- cotisation foncière des entreprises : 0,00 %.

Chiffres clés Revenus et pauvreté des ménages en 2015 : médiane en 2015 du revenu disponible, par unité de consommation : 22 619 €.

## Population et société

### Démographie

#### Évolution démographique
L'évolution du nombre d'habitants est connue à travers les recensements de la population effectués dans la commune depuis 1793. Pour les communes de moins de 10 000 habitants, une enquête de recensement portant sur toute la population est réalisée tous les cinq ans, les populations de référence des années intermédiaires étant quant à elles estimées par interpolation ou extrapolation. Pour la commune, le premier recensement exhaustif entrant dans le cadre du nouveau dispositif a été réalisé en 2006.

En 2022, la commune comptait 489 habitants, en évolution de +2,3 % par rapport à 2016 (Vaucluse : +1,73 %, France hors Mayotte : +2,11 %).
| 1793 | 1800 | 1806 | 1821 | 1831 | 1836 | 1841 | 1846 | 1851 |
| ---- | ---- | ---- | ---- | ---- | ---- | ---- | ---- | ---- |
| 484  | 377  | 515  | 531  | 604  | 625  | 646  | 652  | 645  |

| 1856 | 1861 | 1866 | 1872 | 1876 | 1881 | 1886 | 1891 | 1896 |
| ---- | ---- | ---- | ---- | ---- | ---- | ---- | ---- | ---- |
| 642  | 626  | 626  | 597  | 548  | 519  | 484  | 473  | 423  |

| 1901 | 1906 | 1911 | 1921 | 1926 | 1931 | 1936 | 1946 | 1954 |
| ---- | ---- | ---- | ---- | ---- | ---- | ---- | ---- | ---- |
| 359  | 302  | 282  | 238  | 202  | 228  | 169  | 142  | 154  |

| 1962 | 1968 | 1975 | 1982 | 1990 | 1999 | 2006 | 2011 | 2016 |
| ---- | ---- | ---- | ---- | ---- | ---- | ---- | ---- | ---- |
| 186  | 134  | 171  | 265  | 370  | 398  | 434  | 443  | 478  |

| 2021 | 2022 | - | - | - | - | - | - | - |
| ---- | ---- | - | - | - | - | - | - | - |
| 484  | 489  | - | - | - | - | - | - | - |

 500

## Économie

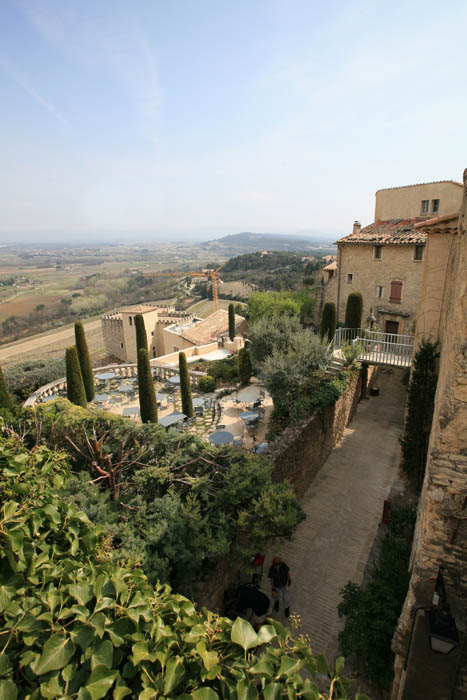
Vue de Crillon, une partie de la plaine du Comtat Venaissin.

### Industrie
Depuis le Moyen Âge, les carrières de Crillon sont réputées pour la blancheur de leurs pierres au grain très fin. Comme elles sont résistantes au feu, leur exploitation a repris pour fournir les résidences secondaires.

### Agriculture
La commune est productrice de céréales et de raisins de table dans la plaine de la Mède. Sur les coteaux, le vignoble produit des vins AOC ventoux et dans les garrigues des truffes.

### Tourisme
La commune permet de faire des randonnées pédestres et en VTT. Un hôtel de luxe est installé dans l'ancien château de la famille des Balbes de Berton.

### Commerce, services
- Le Saint Romain, Bistrot de Pays[38],[39],[40].

## Équipements ou Services

### Transports urbains
Le service des cars est assuré par la COVE avec passage matin et soir.

### Enseignement
La commune possède une école maternelle et primaire. Les collèges, lycées (classique ou d'enseignement professionnel) se trouvent sur Bédoin, Mazan et Carpentras.

### Sports
Les associations sportives qui existent sur le village sont : une association de tennis affiliée à la FFT qui a pour nom l'Association du Tennis A Crillon (A.T.A.C) et l'association des chevaux du Ventoux affiliée a la Fédération française d'équitation proposant des cours, stages d'équitation, pensions et balades.

## Vie locale

### Culture
Deux associations très actives agissent sur la commune : Le comité des fêtes pour la musique et les fêtes traditionnelles (le premier dimanche d'août), Association Art et Culture' qui organise chaque année un Salon du Livre.

### Santé
Les spécialistes, hôpitaux et cliniques se trouvent à Vaison-la-Romaine et Carpentras. Les médecins généralistes se trouvent à Bedoin ou à Caromb.

### Cultes
- Culte catholique, Secteur de Mazan : Les paroisses Notre Dame du Ventoux[43], Diocèse d'Avignon.
- Église Saint-Romain de Crillon-le-Brave.

### Écologie et recyclage
La collecte et traitement des déchets des ménages et déchets assimilés et la protection et mise en valeur de l'environnement se font dans le cadre de la communauté d'agglomération Ventoux-Comtat Venaissin.

## Personnalités liées à la commune
- Louis de Balbes de Berton dit le « Brave Crillon » (Murs [Vaucluse] 1541 - Avignon 1615), seigneur du lieu et homme de guerre français, que Henri IV appela le meilleur Capitaine du monde.